# 桂藤龍
桂 藤龍（かつら とうりゅう、生没年不詳、1625年ころ? - 明治末期）は、落語家。本名は石川 忠二郎。
初代柳亭左龍の門で龍童、1891年、1892年ころ、4代目三遊亭圓生？の門で圓輔、翌年ころから巡業が多くなり巡業先の京都で3代目宝集家金之助（笹川たみ）の門で海立亭龍門、またその翌年、3代目桂藤兵衛の門で籐龍と改名した。京都新京極の寄席「笑福亭」に最初に現れたのは1892年5月ころ。昼間は自宅で仕立物職、夜は寄席で高座にあがる2足のわらじをしていた。
芸は落語よりも色物色が強く端唄、手踊りを売り物にしていた。
藤兵衛が藤明派を結成したときも真っ先に参加したが、解散後は消息は不明。